# تاریخ پادشاهی متحد

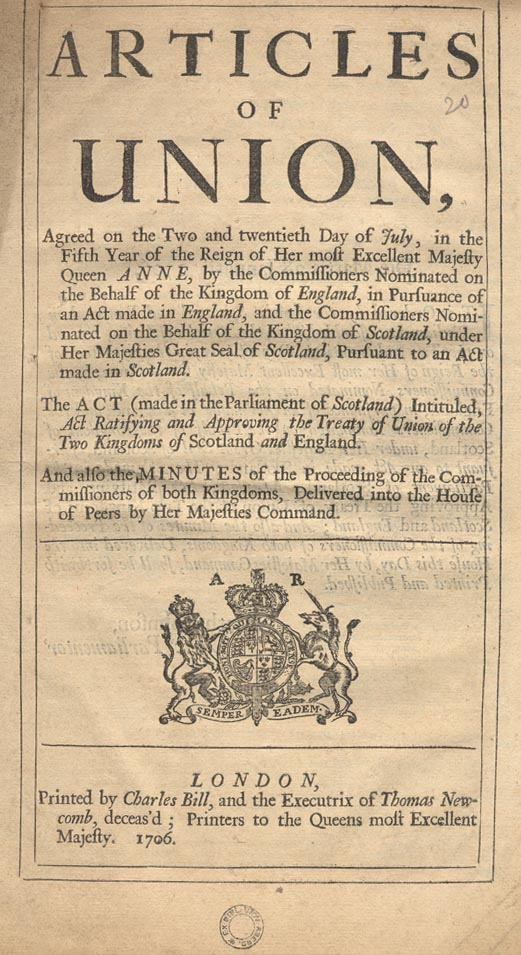
یک نسخهٔ منتشر شده از مقالات اتحادیه، توافقنامه‌ای که به ایجاد پادشاهی بریتانیای کبیر در سال ۱۷۰۷ منجر گردید

تاریخ پادشاهی متحد (انگلیسی: History of the United Kingdom) از سال ۱۷۰۷ میلادی و با اتحاد سیاسی پادشاهی انگلستان و اسکاتلند، به عنوان یک کشور مستقل شکل گرفت. این عنوان در انگلستان، با نام پادشاهی بریتانیای کبیر شناخته می‌گردید. سیمون شاما، مورخ موضوعات تاریخی بریتانیا و پادشاهی متحد معتقد است که؛ آنچه که به عنوان یک ادغام خصمانه آغاز گردید، تبدیل به قویترین نگرانی در حال وقوع جهان گردید و این مسئله، یکی از تحولات شگفت‌آور در تاریخ اروپا بود.
مصوبه‌های سال ۱۸۰۰ اتحاد پادشاهی متحد و ایرلند، پادشاهی ایرلند را مجاز به ایجاد عنوان پادشاهی متحد بریتانیای کبیر و ایرلند نمود. دهه‌های نخستین اتحاد مصادف با قیام یعقوبی‌گراها بود. با همهٔ این احوال، به دلیل شکست چارلز ادوارد استوارت در نبرد کالودن به سال ۱۷۴۶، قیام یعقوبی‌گراها نیز به پایان خود رسید. در سال ۱۷۶۳ میلادی، پیروزی در جنگ هفت‌ساله، منجر به خیزش نخست امپراتوری بریتانیا گردید. با شکست از ایالات متحده، پادشاهی فرانسه و پادشاهی اسپانیا در دوران مصادف با جنگ‌های استقلال آمریکا، بریتانیا مستعمرات سیزده‌گانه خود در آمریکا را از دست داد و دومین امپراتوری بریتانیا را در آسیا و آفریقا پی‌ریزی و بازسازی نمود. در نتیجهٔ این سلسله رویدادها، فرهنگ، نفوذ تکنولوژی، سیاست، قوانین و نفوذ زبانی انگلستان در سراسر جهان تسری یافت.
در سال ۱۹۲۲ و به دنبال قرارداد آنگلو-ایرلند، بیشتر ایرلند مجاز به تشکیل ایالت‌های آزاد گردید. یک روز بعد، ایرلند شمالی از ایالت‌های آزاد جدا گردید و به انگلستان پیوست. در سال ۱۹۲۷، پادشاهی متحد، عنوان رسمی خود را به پادشاهی متحد بریتانیای کبیر و ایرلند شمالی تغییر داد که معمولاً با نام مختصر شدهٔ بریتاین و بعدها (پس از سال ۱۹۴۵ میلادی) به ایالات پادشاهی یا همان U.K، نامیده می‌گردید. در طول دوران جنگ جهانی دوم، اتحاد جماهیر شوروی چین و ایالات متحده آمریکا تحت عنوان قوای متفقین به بریتانیا پیوستند. بریتانیا و امپراتوری آن جنگ علیه آلمان، ایتالیا و ژاپن را با موفقیت پشت سر گذاشتند. هزینه‌های این جنگ بسیار سنگین بود و بریتانیا دیگر ثروت مکفی برای ادارهٔ امپراتوری را نداشت، بنابراین تقریباً به تمام متصرفات، استقلال اعطا گردید. کشورهای مستقل شدهٔ جدید به‌طور معمول ایجادگر اتحادیه کشورهای همسود گردیدند.
سال‌های پس از جنگ، تا زمان بازگشت رونق اقتصادی در دههٔ ۱۹۵۰، سال‌های بسیار سختی بود. حزب کارگر در همین زمان دولتی رفاهی را تشکیل داد و به سر و سامان دادن خرابی‌های جنگ پرداخت. صنایع بسیاری ملی و سرویس سلامت همگانی نیز ایجاد گردید. انگلستان پس از سال ۱۹۴۵، موضع قویتری در قبال گسترش کمونیست اتخاذ نمود. این امپراتوری، نقش مهمی در جنگ سرد و تشکیل ناتو به عنوان یک سپر بازدارنده علیه شوروی و با کمک کشورهای آلمان غربی، فرانسه و ایالات متحده و کشورهای کوچکتر ایفا نمود. از زمان تأسیس سازمان ملل متحد، بریتانیا عضو مهم این سازمان بوده‌است. از سال ۱۹۷۳، این کشور به اتحادیه اروپا پیوست و از دههٔ ۱۹۹۰، وقوع جنبش‌های گسترده در ایرلند شمالی، اسکاتلند و ولز، ساختار سیاسی این کشور را تغییر داده‌است. رفراندوم خروج بریتانیا از اتحادیه اروپا موسوم به برگزیت در سال ۲۰۱۶ میلادی، این کشور را به خروج از اتحادیه اروپا متعهد نمود.

## نگارخانه

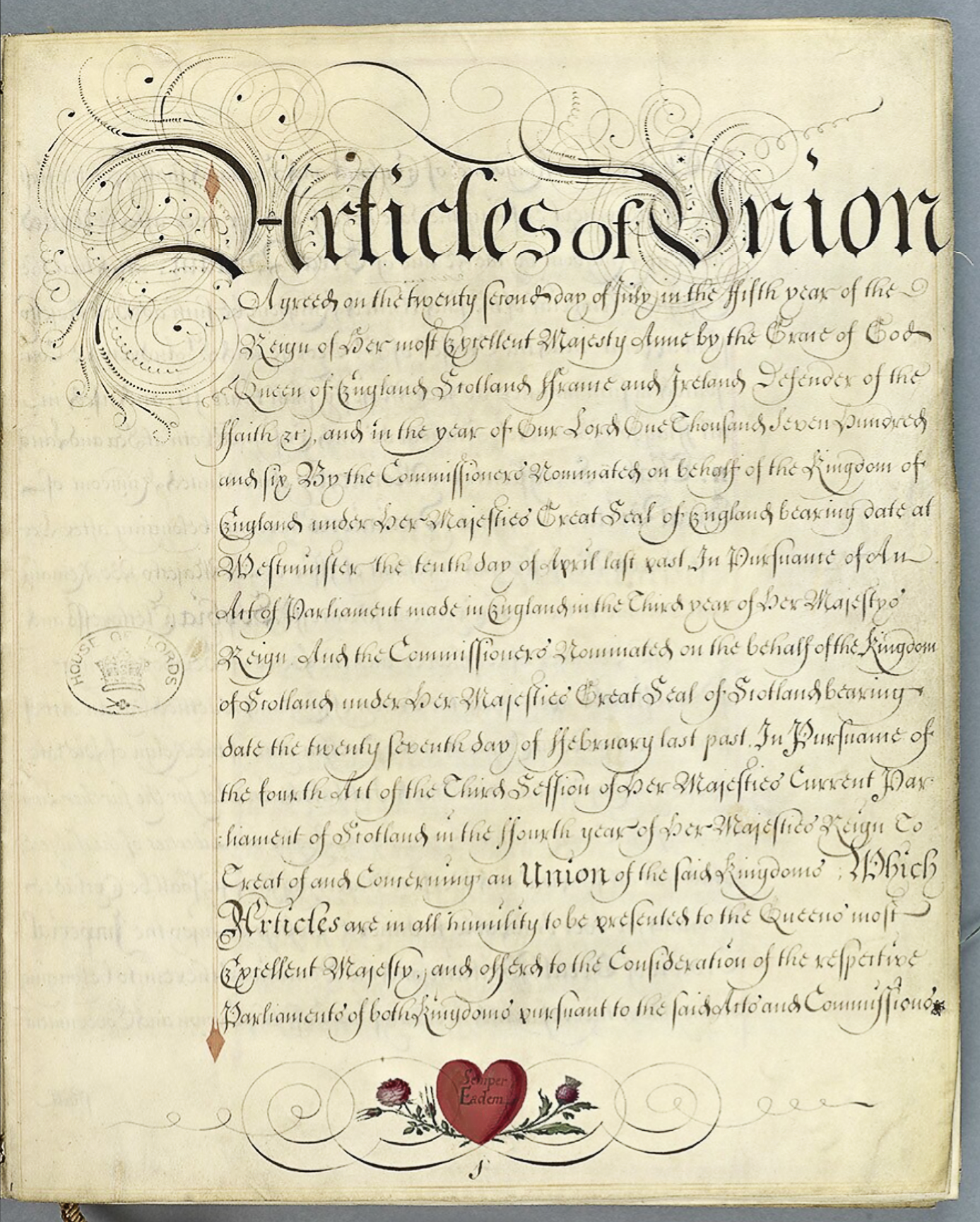
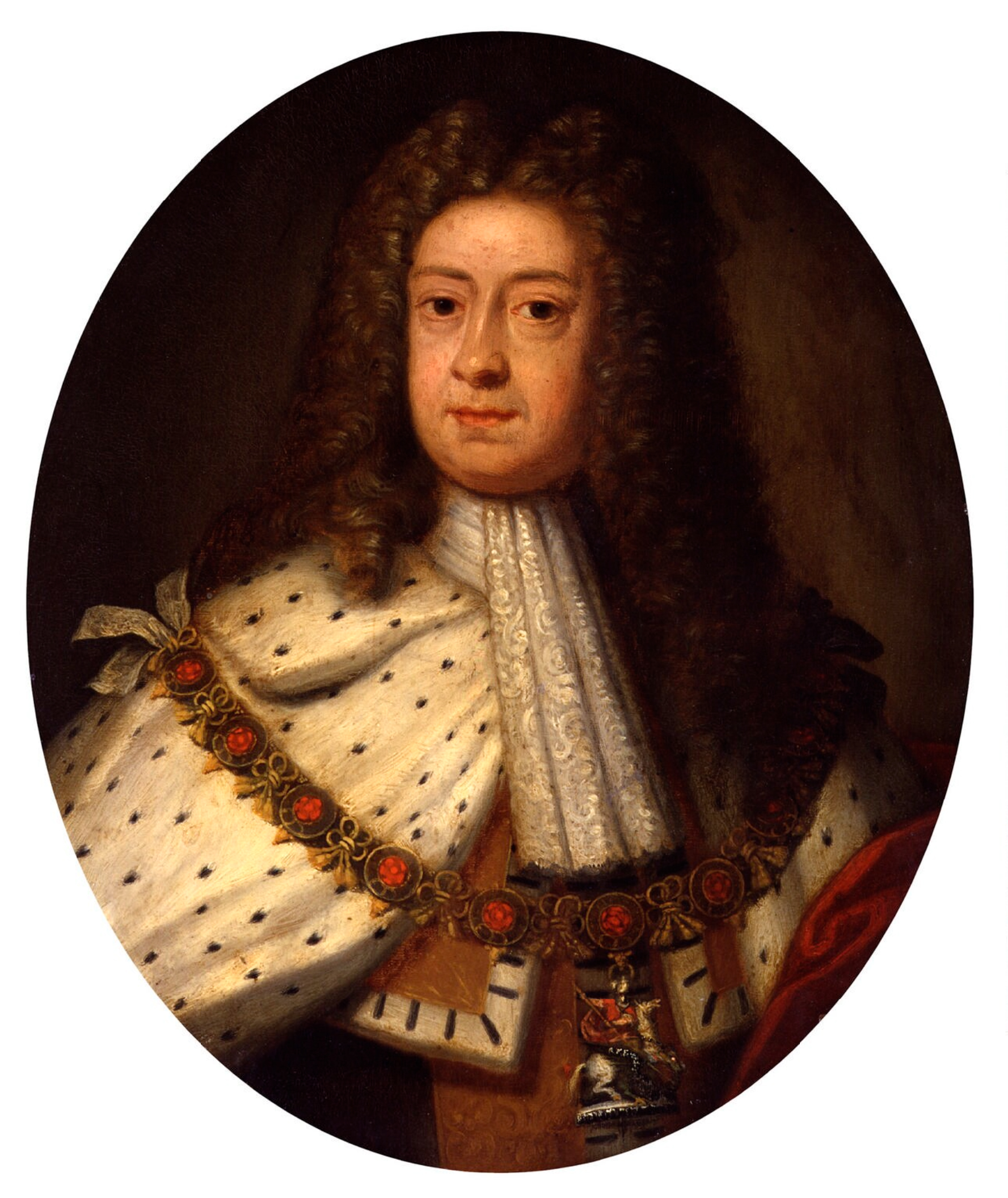
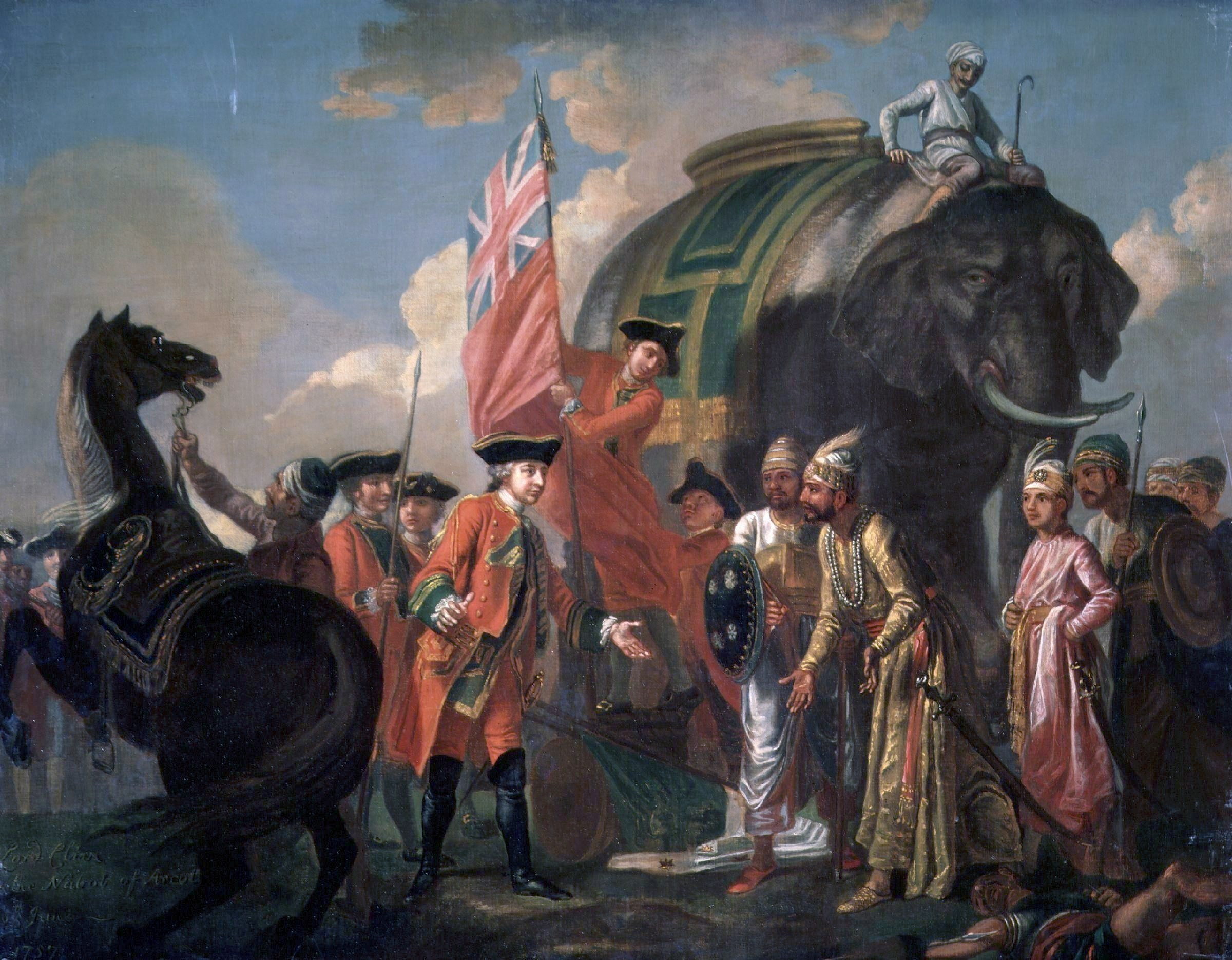
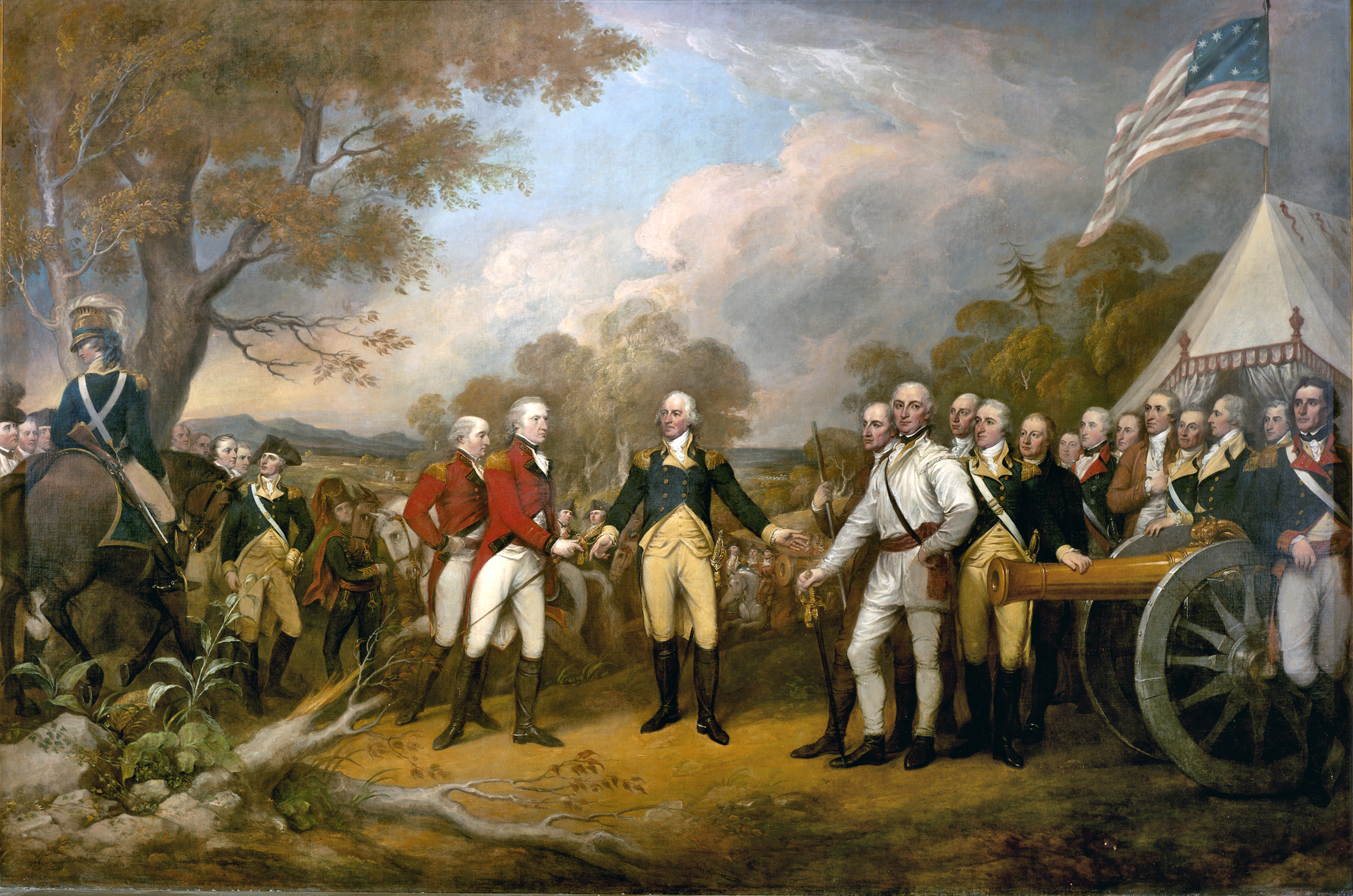
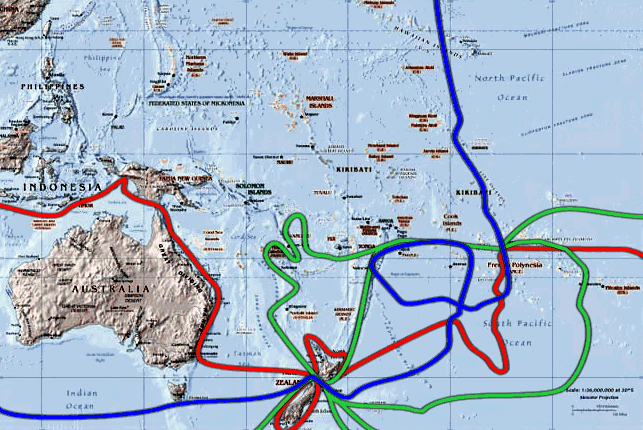
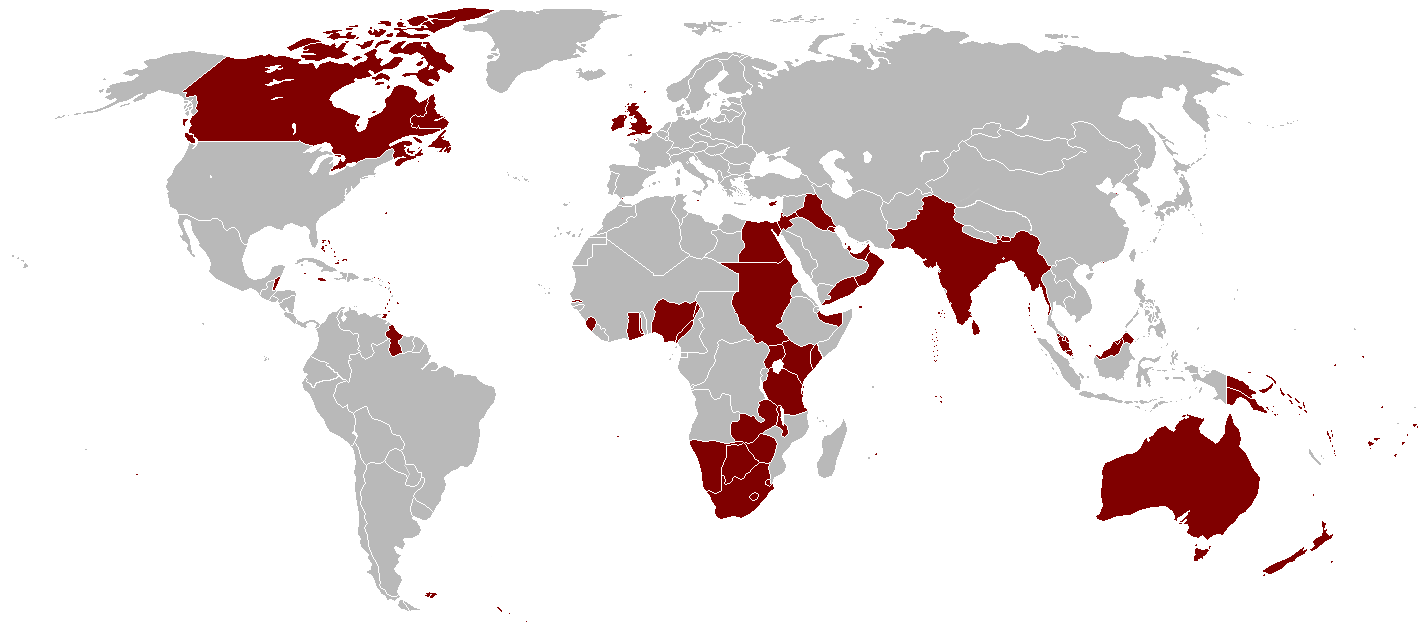
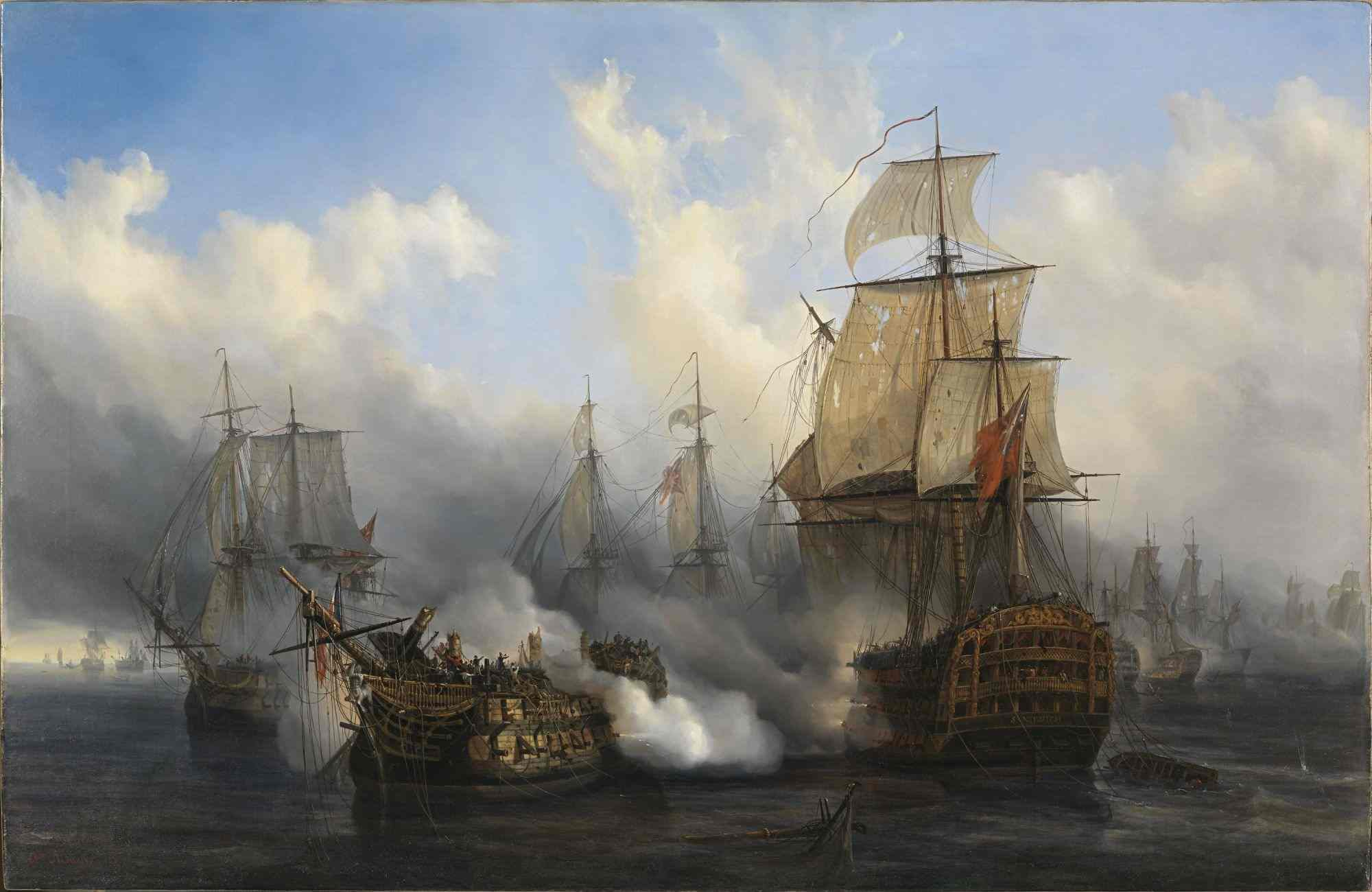
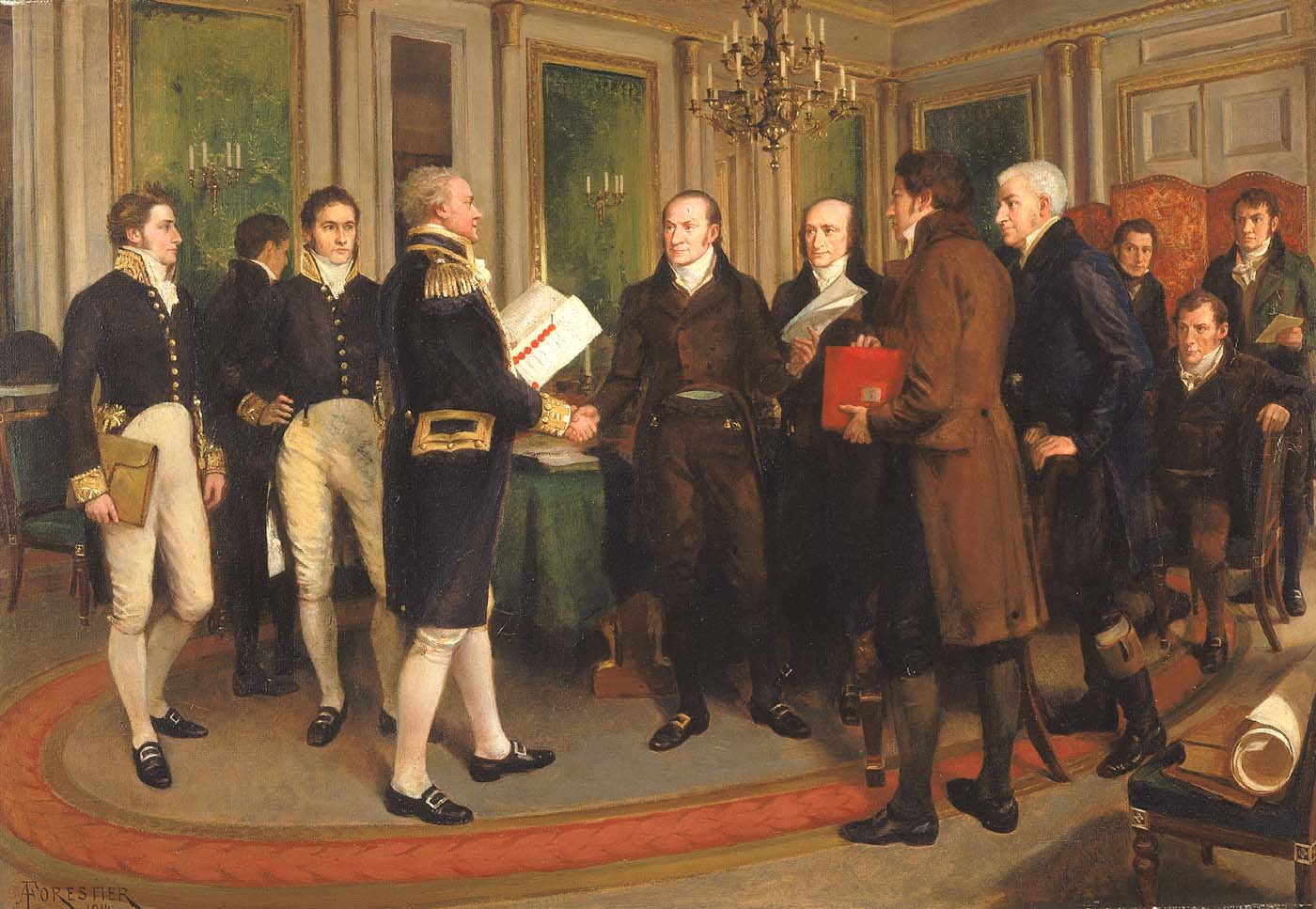
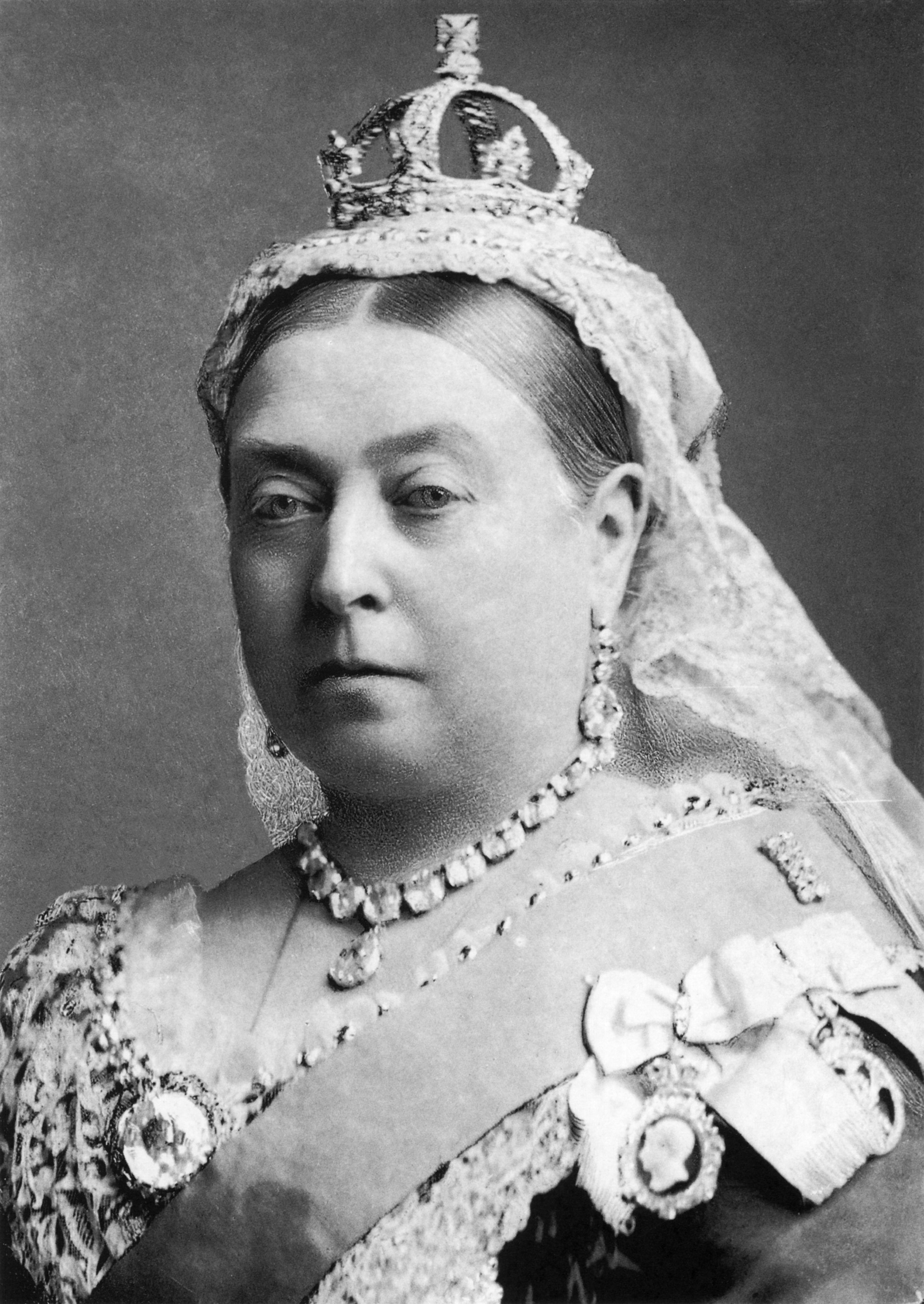
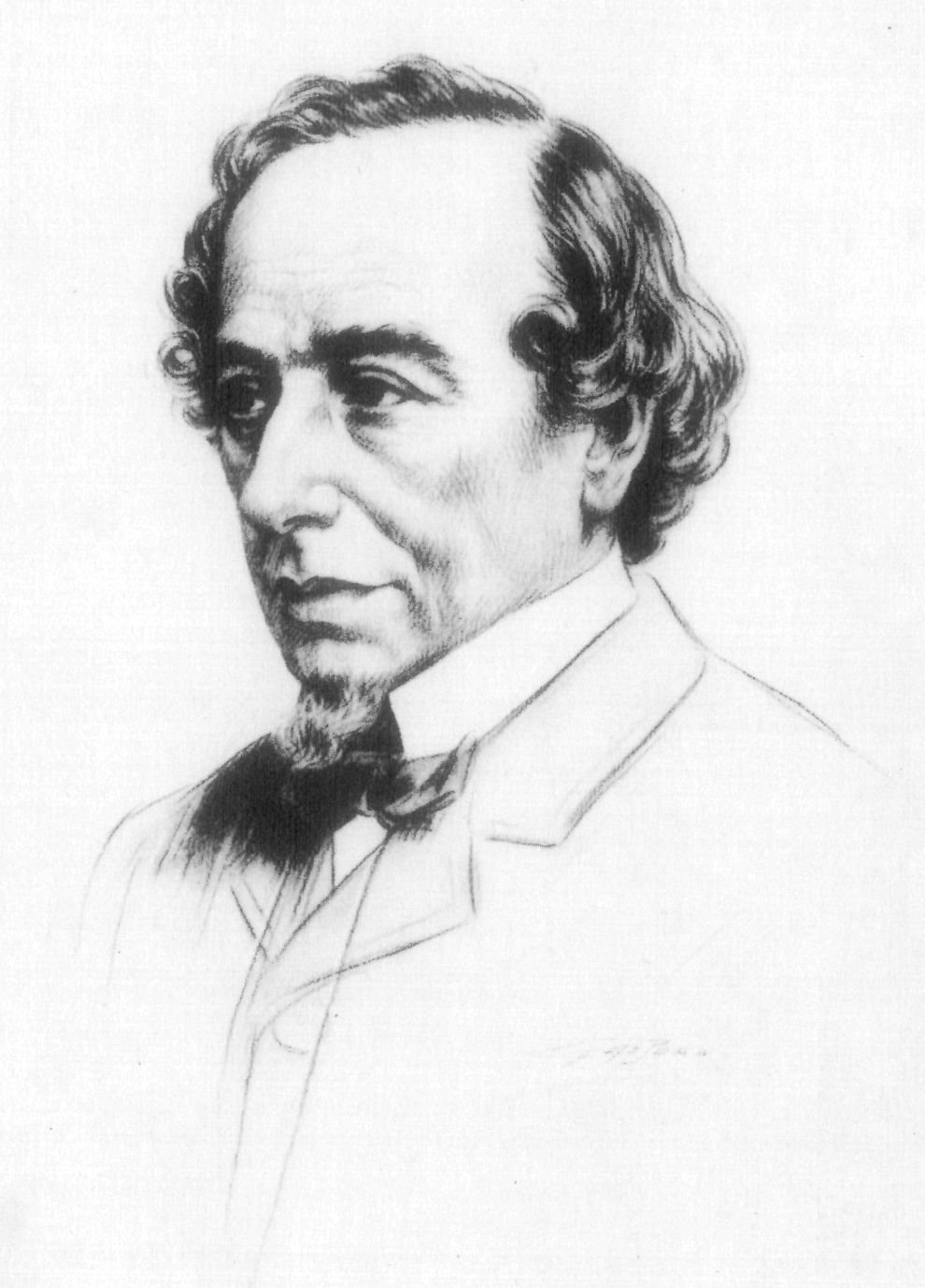
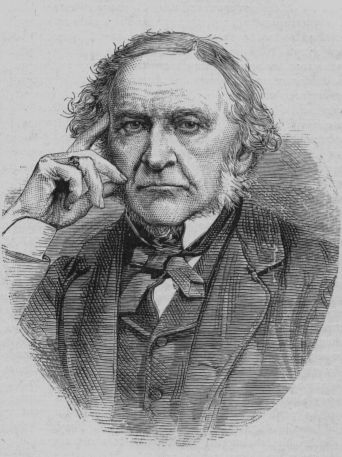